# Broadacre City

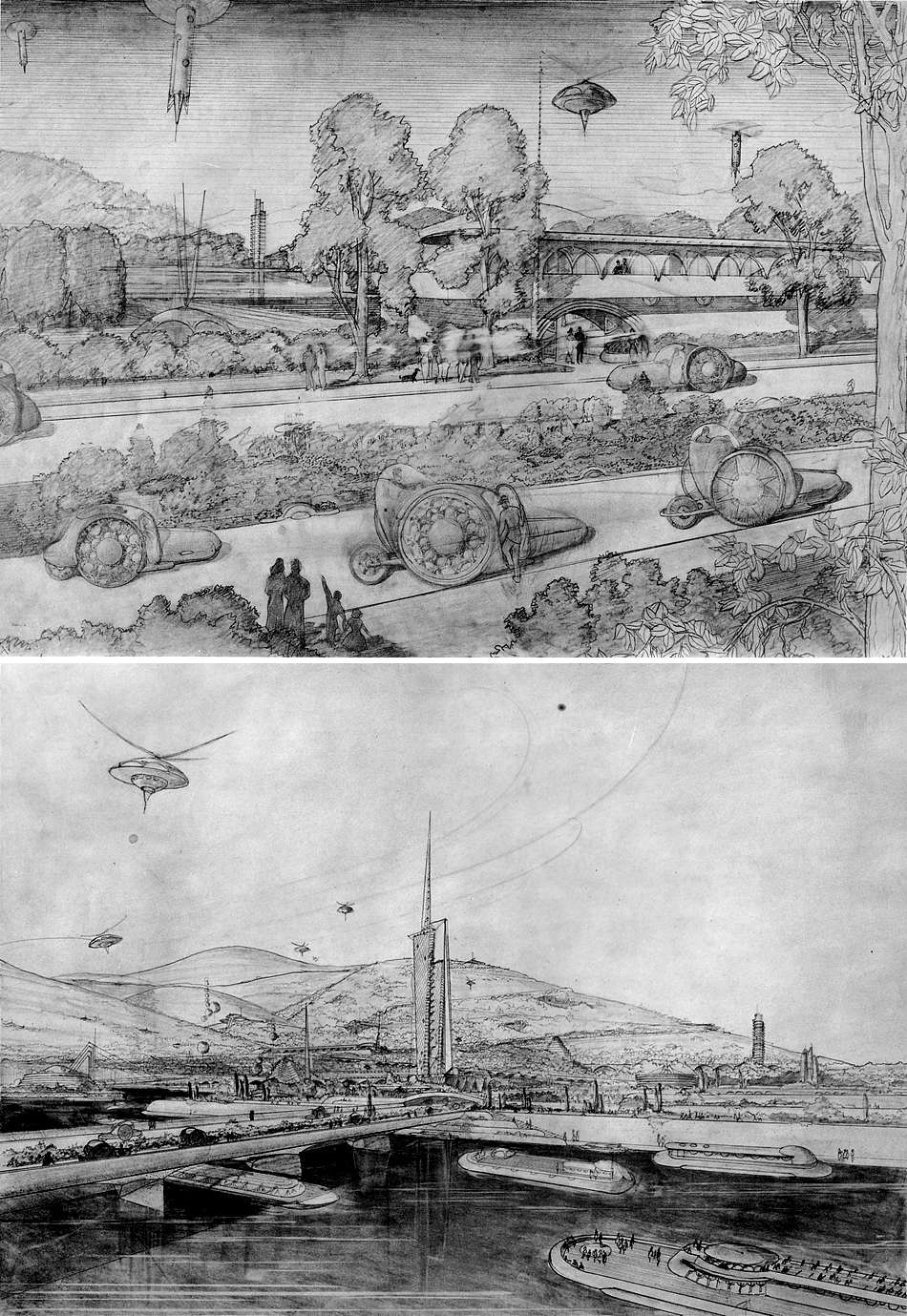
Croquis del propio Wright sobre Broadacre City.

Broadacre City fue un proyecto de desarrollo urbano propuesto en 1932 por el arquitecto Frank Lloyd Wright. Es un proyecto teórico y utópico que muestra la que sería la ciudad deseable para este arquitecto.
Algunas ideas aún no muy maduras de la «ciudad jardín» del arquitecto Frederick Law Olmsted y el urbanista Ebenezer Howard tenían bastante en común con el proyecto de Broadacre City, excepto por la ausencia del automóvil que se desarrolló mucho después. Más recientemente, el desarrollo de la Edge City («Ciudad Filo») parece una versión incompleta y no tan planeada de Broadacre City.

## Presentación de la idea
La idea la presentó por primera vez en el libro «The Disappearing City» en el año 1932. Pocos años después, Wright mostró una maqueta a escala de 4 x 4 metros que representaba una hipotética Broadacre City, hecha a mano por los estudiantes internos que trabajaron para Wright en Taliesin. Muchos de los edificios de la maqueta estaban completamente diseñados ex-novo para el proyecto, mientras que otros eran reinterpretaciones de antiguos trabajos.
Wright se referiría al concepto de Broadacre City más tarde en libros y artículos hasta su muerte en 1959.

## El proyecto
El modelo de ciudad parte de la crítica a la civilización industrial urbana, que negaba los valores humanos e individuales más auténticos, y se basa en la búsqueda de una calidad ambiental recuperando la idea del mito de la frontera (mito romanticista sobre la disponibilidad de «tierra para todos» en el viejo oeste estadounidense). De este modo, Broadacre City sería una ciudad con un bajísimo índice de densidad, extendida en todas las direcciones, y que se encontraría según Wright en todas partes y en ningún lugar.
Sigue un modelo ideal de ocupación del territorio basado en una retícula (similar a la de las ciudades fundadas durante el mandato de Jefferson), con casas unifamiliares distribuidas en parcelas de al menos un acre de extensión en las que aparecen vías de comunicación lineales y donde la homogeneidad se vería alterada por equipamientos (hospitales, centros culturales, centros de ocio, edificios administrativos, unidades industriales aisladas, etc.). En definitiva, el proyecto es la antítesis de las grandes ciudades de la época de Wright y la apoteosis de los barrios suburbiales.
No era sólo un proyecto urbanístico, sino también sociopolítico, en el que cada familia norteamericana habitaría un terreno cuadrangular de un acre (4046,85 m²) de las reservas federales. El transporte sería principalmente en coche por los extremos de cada acre, y a pie dentro del mismo.

## Influencia
El modelo de Wright tuvo una gran repercusión en el urbanismo teórico, aunque son pocos los modelos finalmente construidos que incorporan ideas del proyecto. La estación de servicio de R. W. Lindholm en Cloquet (Minnesota) incorpora algunas de las ideas de Wright para Broadacre City.
- Datos: Q922000
- Multimedia: Broadacre City / Q922000